# Phalerodonta coreana
Phalerodonta coreana är en fjärilsart som beskrevs av Nagano 1920. Phalerodonta coreana ingår i släktet Phalerodonta och familjen tandspinnare. Inga underarter finns listade i Catalogue of Life.